# Karin Söder

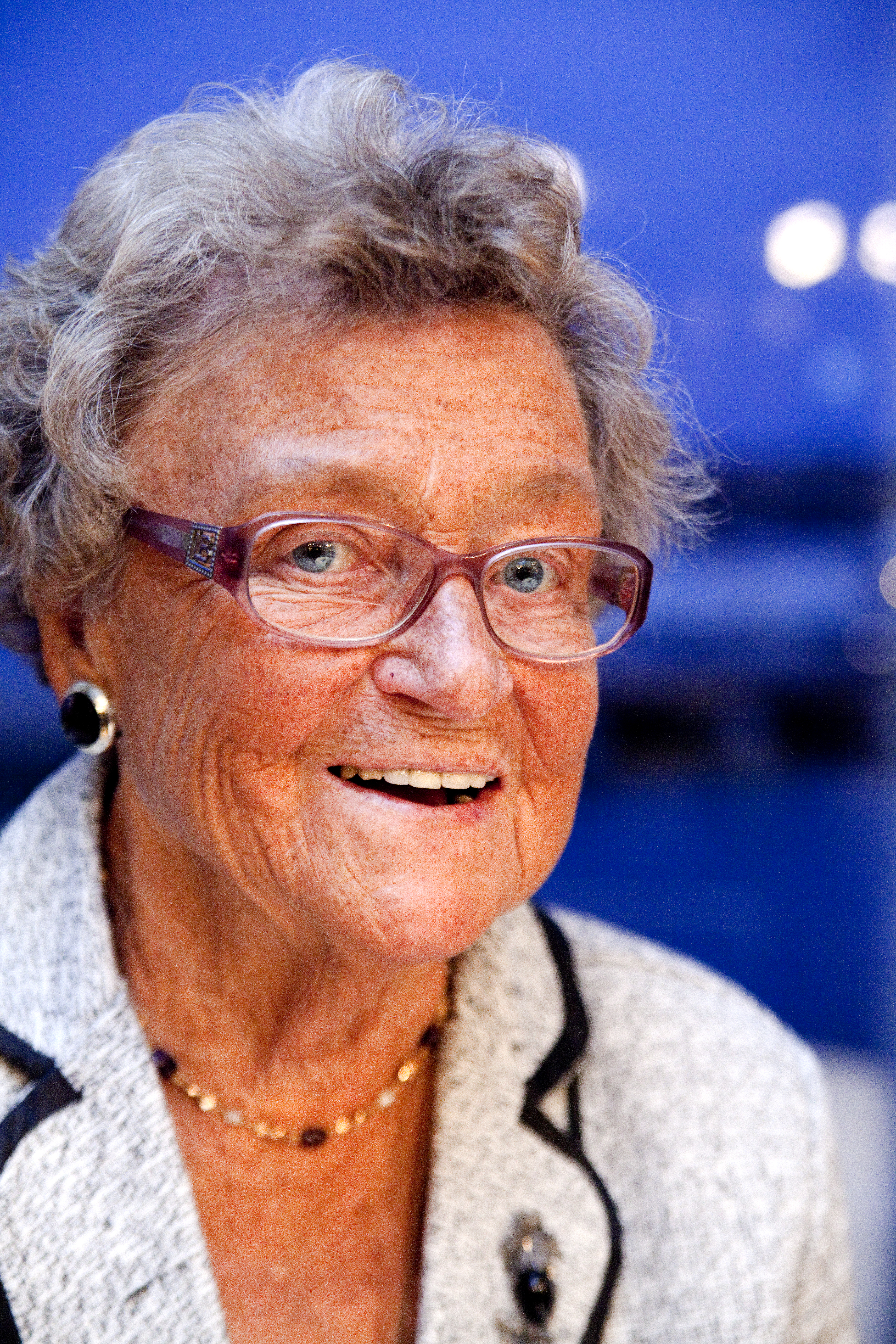
Karin Söder (2012)

Karin Anne-Sofie Söder (Geburtsname Bergenfur; * 30. November 1928 in Kil, Värmland; † 19. Dezember 2015 in Täby) war eine schwedische Politikerin der Centerpartiet. Sie war von 1976 bis 1978 Außenministerin, von 1979 bis 1982 Gesundheitsministerin und 1986–1987 Vorsitzende ihrer Partei.

## Biografie
Karin Söder wuchs als Tochter eines Grundschullehrers und Kantors im värmländischen Dorf Frykerud auf. Ihre Mutter war Hausfrau und in der Frauengruppe der Zentrumspartei (Centerpartiet) aktiv. Nach dem Studium in Göteborg war Söder als Lehrerin im Stockholmer Vorort Vällingby tätig. Sie engagierte sich im Svenska Landsbygdens Ungdomsförbund („Schwedischen Landjugendverband“), der Jugendorganisation der Zentrumspartei. 
Sie wurde 1962 in den Gemeinderat ihres Wohnorts Täby gewählt, 1968 zog sie in den Provinziallandtag von Stockholms län ein. 1971 wurde sie zur Stellvertretenden Vorsitzenden und 1979 zur Ersten Stellvertretenden Vorsitzenden der Zentrumspartei (Centerpartiet) gewählt und bekleidete dieses Amt bis 1986. Zwischen 1976 und 1991 war sie Mitglied des Reichstags.
Die Zentrumspartei ging nach den Reichstagswahlen 1976 zusammen mit der Moderaten Sammlungspartei (Moderata samlingspartiet) und der liberalen Volkspartei (Folkpartiet) eine Koalitionsregierung ein, der Vorsitzende der Zentrumspartei Thorbjörn Fälldin wurde Ministerpräsident. Söder wurde in dieser Regierung am 8. Oktober 1976 zur Außenministerin ernannt und bekleidete dieses Amt bis zum Zusammenbruch der Koalition am 18. Oktober 1978. Sie war die erste Frau und bislang das einzige Mitglied der Zentrumspartei an der Spitze des Außenministeriums. Danach war sie Stellvertretende Fraktionsvorsitzende im Reichstag

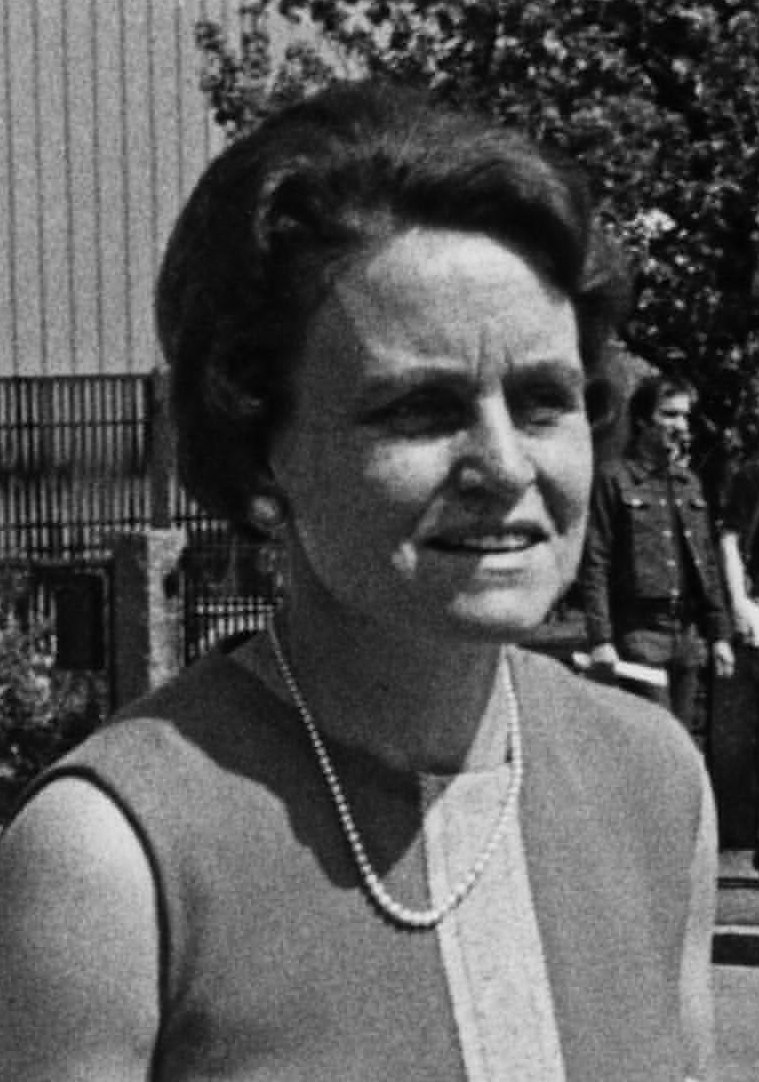
Söder in den 1980er-Jahren

In der zweiten und dritten Regierung von Thorbjörn Fälldin zwischen 1979 und 1982 war Söder Ministerin für Gesundheit, Soziales und Nordische Kooperation. In dieser Funktion erregte sie Aufsehen durch ihre Entscheidung zur Schließung der unter einem Staatsmonopol stehenden Branntweingeschäfte an Samstagen.
Nach der Niederlage der Koalition bei den Reichstagswahlen am 19. September 1982 war sie bis 1986 erneut Stellvertretende Vorsitzende der Zentrums-Fraktion. Während dieser Zeit war sie vom 1. Januar bis 31. Dezember 1984 Präsidentin des Nordischen Rates sowie von 1984 bis 1986 Vorsitzende des Auswärtigen Ausschusses des Reichstages. 
Als Thorbjörn Fälldin infolge der Verluste der Partei bei der Reichstagswahl 1985 zurücktrat, wurde Karin Söder am 1. Juni 1986 zu seiner Nachfolgerin gewählt. Sie war die erste Frau an der Spitze einer im schwedischen Reichstag vertretenen Partei. Bereits 1987 übergab sie das Amt jedoch an Olof Johansson. Zuletzt war sie zwischen dem 1. Januar und dem 31. Dezember 1989 erneut Präsidentin des Nordischen Rates.
Karin Söder war mit Gunnar Söder, einem früheren Generaldirektor, verheiratet. Das Paar bekam drei Kinder, darunter die Diplomatin Annika Söder, die zwischen 2002 und 2006 sozialdemokratische Staatssekretärin für Entwicklungszusammenarbeit und humanitäre Angelegenheiten war.